# Jüdischer Friedhof (Kirchohsen)

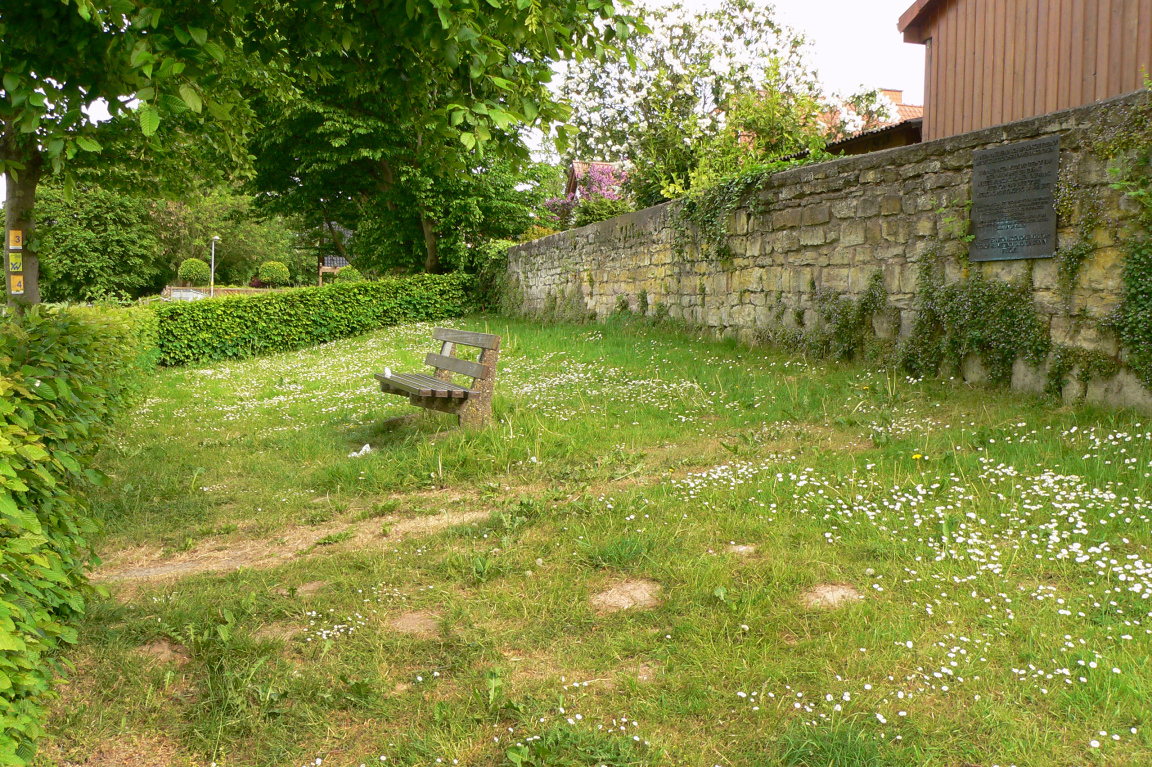
Jüdischer Friedhof Kirchohsen, Mai 2016

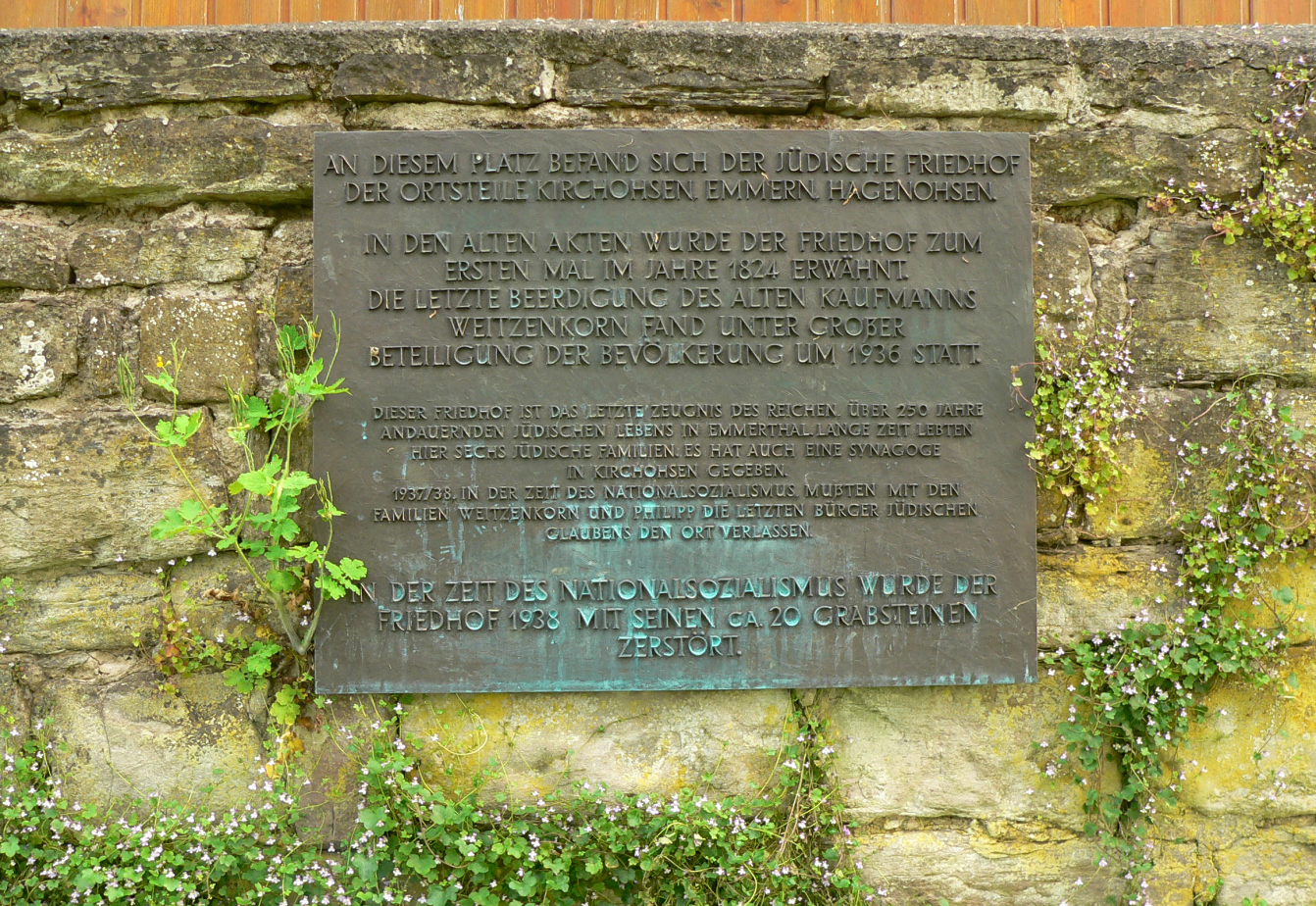
Gedenktafel

Der jüdische Friedhof in Kirchohsen, einem Ortsteil von Emmerthal im Landkreis Hameln-Pyrmont in Niedersachsen, diente als Bestattungsplatz für die Ortschaften Kirchohsen, Hagenohsen und Emmern. 
Der Friedhofsbereich ist ein langgestrecktes Geländestück am Ufer der Weser. Es befindet sich auf einer Anschüttung entlang einer alten Bruchsteinmauer der ehemaligen Domäne. Vom ursprünglichen Bestand von rund  20 Grabsteinen sind keine mehr erhalten. 
Der Friedhof ist erstmals im Jahr 1824 bezeugt und befand sich seit etwa 1860 im Besitz der jüdischen Gemeinde in Kirchohsen. Die letzte Beerdigung erfolgte 1936. Die letzten jüdischen Bewohner hatten Kirchohsen um das Jahr 1938 verlassen. Über die Zerstörung des Friedhofs, die spätestens 1939 geschah, gibt es unterschiedliche Darstellungen. 
Nach dem Zweiten Weltkrieg wurde der Friedhof nicht wiederhergestellt. Seit etwa 1960 weist er keinen Stein mehr auf. Im Jahr 2001 erfolgte seitens der Gemeinde Emmerthal eine Rückerstattung der Friedhofsfläche an den Landesverband der Jüdischen Gemeinden von Niedersachsen. 2001 wurde eine Gedenktafel aufgestellt, die an den Friedhof und die jüdische Gemeinde des Ortes erinnert.